# Zgrzewanie wybuchowe

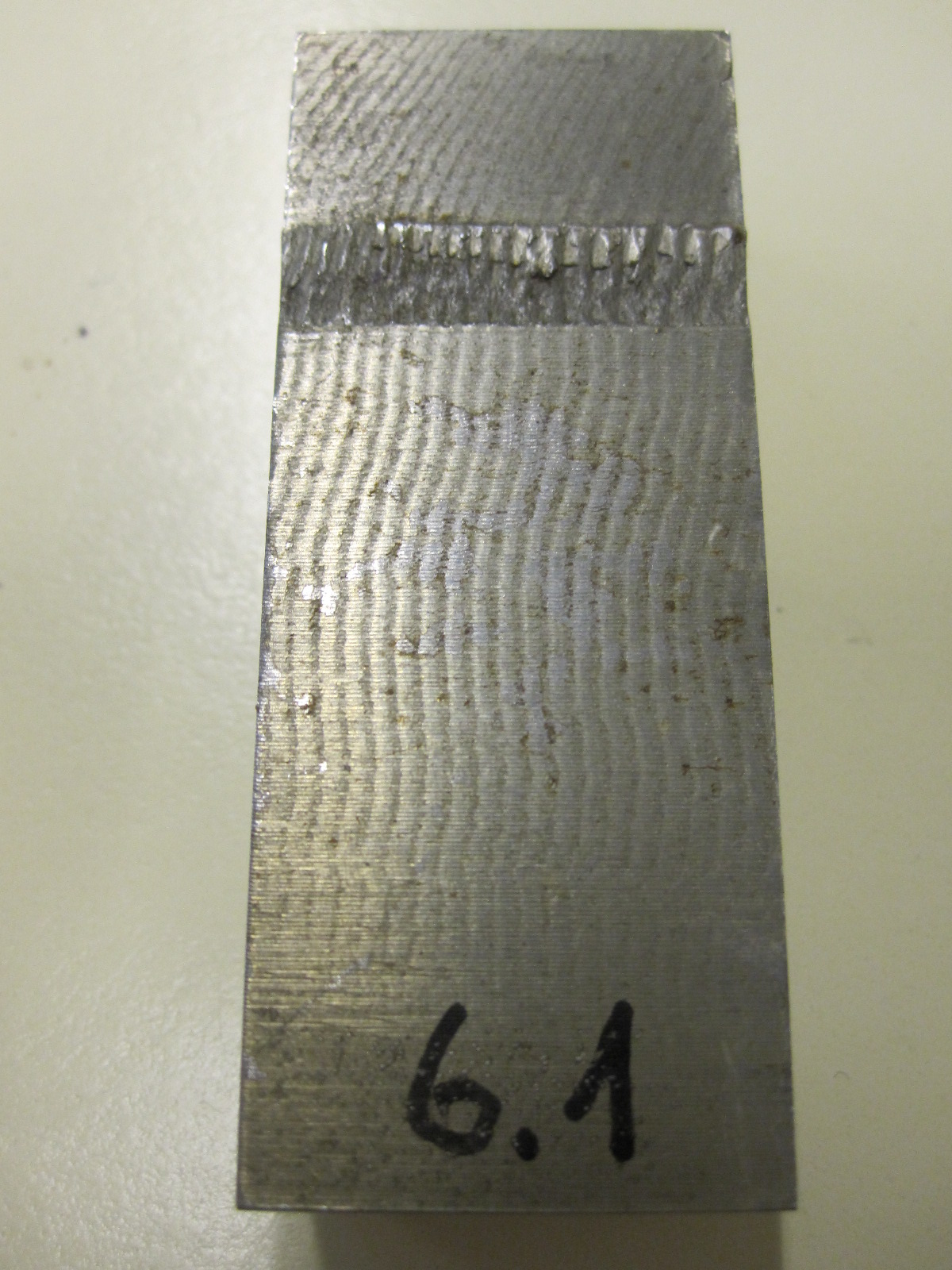
Efekt zgrzewania wybuchowego z charakterystyczną pofałdowaną powierzchnią

Zgrzewanie wybuchowe − metoda spajania metali, w której następuje proces dynamicznego docisku łączonych powierzchni spowodowany energią wyzwalaną wskutek detonacji materiału wybuchowego.

## Technologia
Paliwo chemiczne w stanie stałym (w najprostszym wariancie: sznur detonacyjny) w wyniku eksplozji wytwarza produkty gazowe o bardzo wysokim ciśnieniu i temperaturze, jednocześnie ściskając i zgrzewając łączone elementy. W ciągu trwającej kilka mikrosekund detonacji wytwarza się ciśnienie sięgające kilkudziesięciu tysięcy atmosfer, wskutek czego spajane metale znajdują się w stanie fizycznym, do którego nie odnoszą się klasyczne prawa mechaniki wiążące odkształcenie z występowaniem naprężeń.
Wskutek gwałtownego zetknięcia się elementów następuje ich zespojenie i przesunięcie, które tworzy połączenie z charakterystyczną pofalowaną powierzchnią zgrzeiny.
Warunkami otrzymania odpowiedniego połączenia są:
- odpowiednia prędkość zderzenia, dzięki której materiał przechodzi w stan plastyczny,
- odprowadzenie sprężonych gazów z miejsca łączenia.

Technika zgrzewania wybuchowego stosowana jest szeroko przy łączeniu niespawalnych ze sobą metali, np. połączenia stali z aluminium, ołowiem, aluminium z miedzią itp. Niektórych materiałów nie da się połączyć bezpośrednio, np. stali i stopów aluminium, dlatego też materiały te łączy się ze sobą przez przekładkę aluminiową. Możliwe jest też łączenie tak inertnych metali jak tytan. Uzyskane połączenia charakteryzują się bardzo dobrymi właściwościami mechanicznymi i przewodnością elektryczną, są trwałe, a ich właściwości elektro-mechaniczne nie pogarszają się w trakcie eksploatacji, co powoduje oszczędności na kontrolach i remontach. Ważną cechą jest możliwość skutecznego i trwałego zespajania metali stojących daleko od siebie w szeregu elektrochemicznym (np. miedź i aluminium) bez ryzyka wystąpienia korozji metalu mniej szlachetnego. 

## Przykłady zastosowań
- zgrzewanie wszelkiego rodzaju przewodów elektrycznych,
- łączenie lin doczołowe lub na zakładkę,
- zgrzewanie wybuchowe mosiądzu ze stalą bądź stopu tytanu ze stalą z przeznaczeniem na dna sitowe wymienników ciepła,
- łączenie nadbudówek wykonanych ze stopów aluminium ze stalowymi pokładami statków (wykorzystywane przez prawie wszystkie polskie stocznie),
- platerowanie wewnętrznej powierzchni rur niskostopowych stalą kwasoodporną stosowane w przemyśle energetycznym,
- platerowanie stali miedzią z przeznaczeniem na szczęki zgrzewarek,
- platerowanie miedzi aluminium z wykorzystaniem na odgałęźne zaciski prądowe (opracowane na Politechnice Gdańskiej[potrzebny przypis]),
- zgrzewanie łączników sieci trakcyjnej z szynami (opracowane i opatentowane w Politechnice Gdańskiej[potrzebny przypis])
- złącza stal nierdzewna-srebro, miedź-srebro z wykorzystaniem na styki prądowe.